# Johan Cronman
Johan Cronman, född den 2 november 1662, död 25 juli 1737, var landshövding i Malmöhus län 1727-1737.

## Biografi
Johan Cronman föddes i Unanitz i Ingermanland, son son till överste Joachim Cronman och Lunetta Macklier. Enligt Malmö Caroli kyrkobok var han vid sin död 74 år, 9 månader och 4 dagar vilket ger hans födelsedatum till den 21 oktober 1662. 
Han blev löjtnant 1683, gick därefter i spansk tjänst 1694-97, och erhöll vid hemkonsten rang av major, och deltog i kriget i Polen och Ryssland. Han blev 1709 tillfångatagen i slaget vid Poltava. Efter sin hemkomst utnämndes Cronman till generallöjtnant, och upphöjdes 1727 till friherrligt stånd. Samma år tillträdde han posten som landshövding i Malmöhus län och överkommendant i Skåne. 
Johan Cronman påbörjade genast vid sin ankomst till Malmö planerna att göra det gamla Kungshuset vid Stortorget till ett residens för landshövdingen. Han menade att detta var av största vikt då det skulle visa den svenska överlägsenheten i Skåne gentemot Danmark, den gamla fienden. Genom att sammanslå två äldre hus skapades det nuvarande residenset och landshövdingen kunde flytta in 1733.
Johan Cronman avled på kvällen 25 juli 1737 och begravdes den 6 augusti i Tyska kyrkan i Malmö. Den 15 juni 1738 donerade Cronmans dödsbo 200 daler silvermynt till kyrkans underhåll under förutsättning att hans grav vårdades. Vid rivningen av denna kyrka 1879 tillvaratogs enligt donationens bestämmelser hans gravsten och inmurades i den nya Caroli kyrkas ytterfasad. Hans epitafium överflyttades dock till S:t Petri kyrka där det numera hänger i vapenhuset.
Epitafiet bär följande inskription:
”Ihro Konigl:r May:ts In Schweden Wolbestalter Generallieutenant der Infanterie Landes Hauptman und Ober Commendannt der Festung In Schonen Hochwolgebohren Baron H:r Johan Cronman, Freyherr von Alatskivi, Kadaster und Kakara Herr von Vasua und Sattkula, Gebohren Auf Alatskivi 1662 den 2 Novemb: Selich Gestorben In Malmö den 26 Julii 1737.”

## Bilder

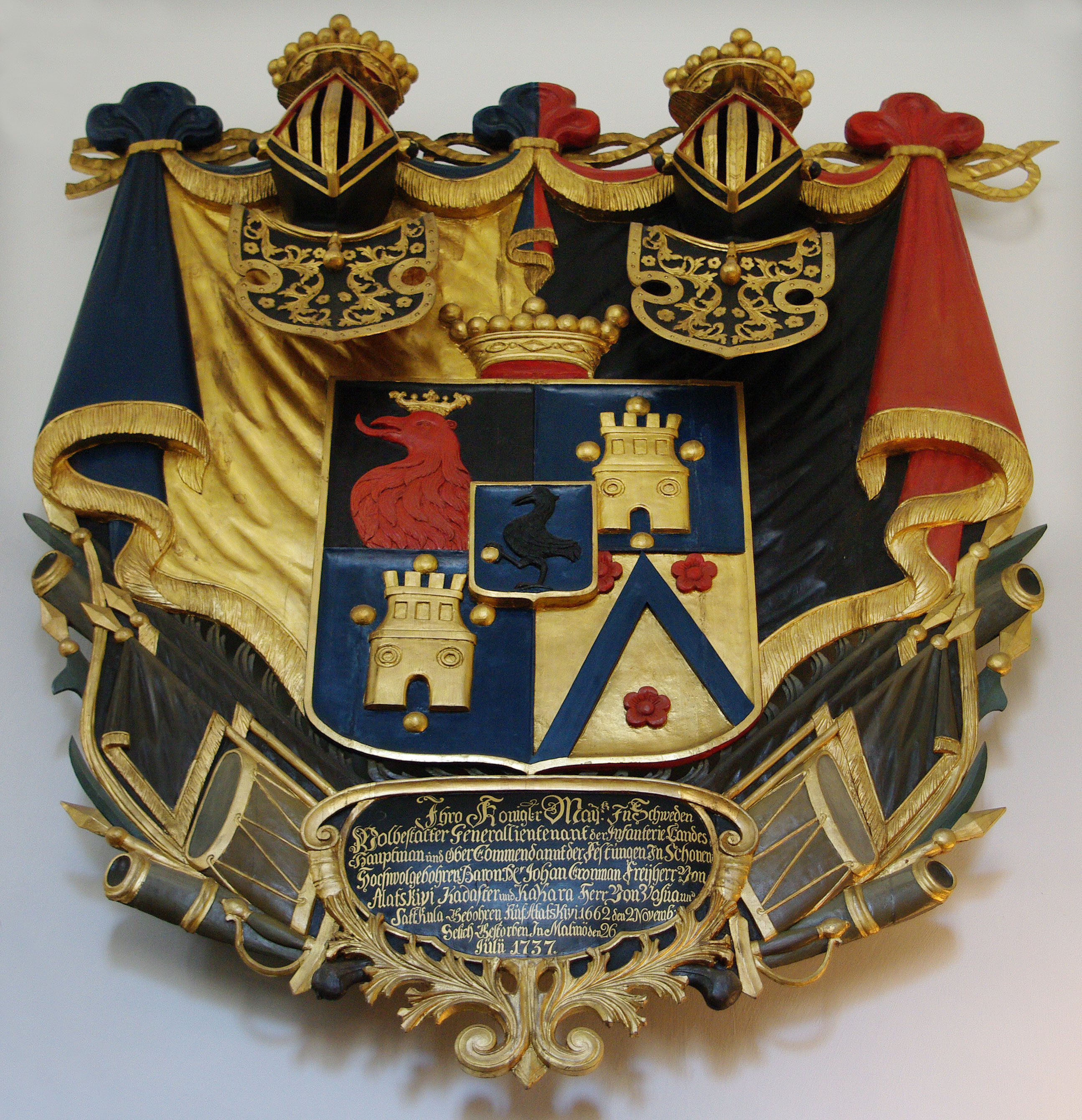
Johan Cronmans eptiafium i S:t Petri kyrka i Malmö
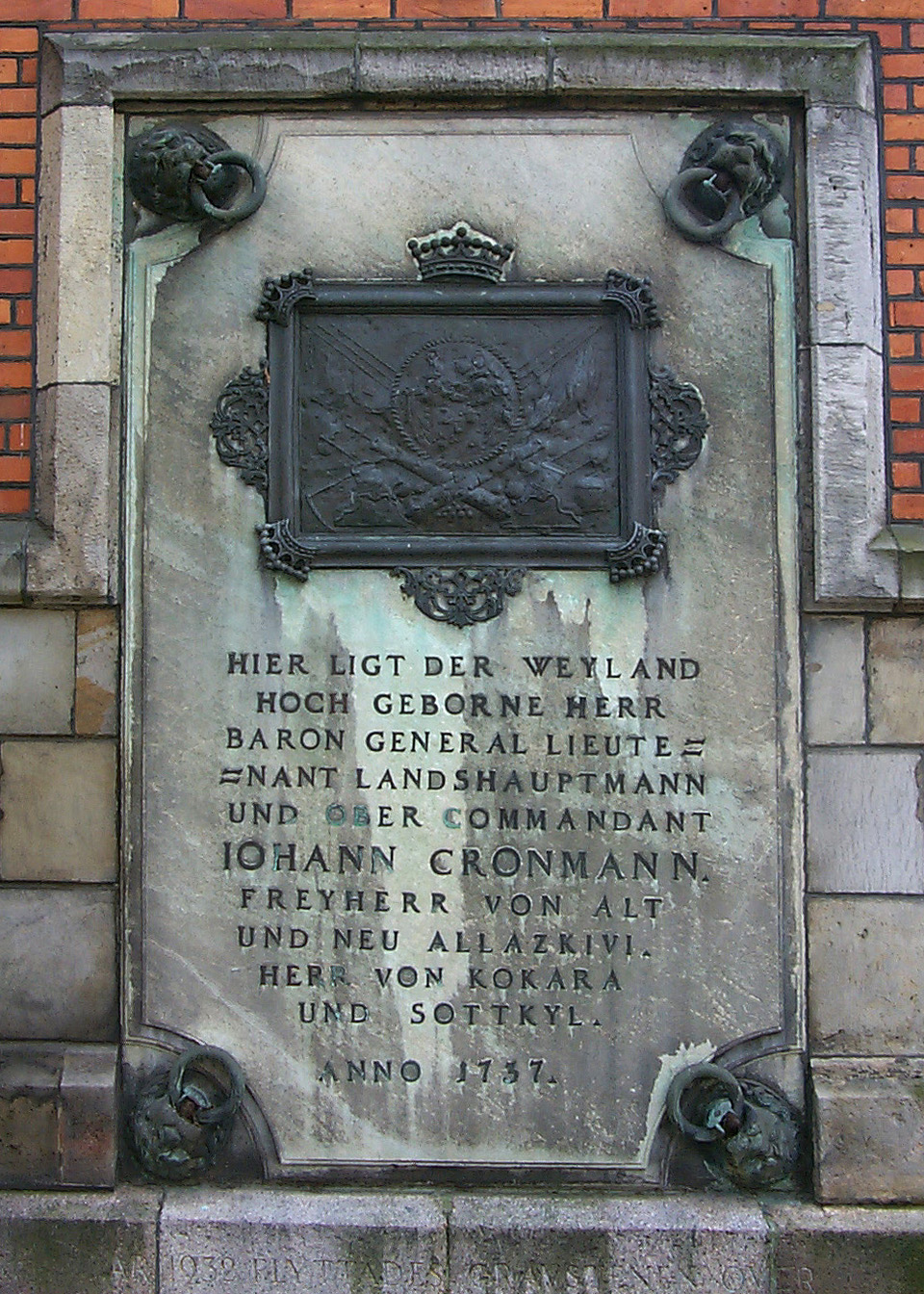
Johan Cronmans gravsten, inmurad i Caroli kyrka i Malmö